# Drentse 8 van Dwingeloo 2014
La 8e édition du Drentse 8 van Dwingeloo  a lieu le 13 mars 2014. La course fait partie du calendrier international féminin UCI 2014 en catégorie 1.2. Elle est remportée par la Néerlandaise Chantal Blaak.

## Récit de la course
Chantal Blaak remporte la course détachée.

## Classements

### Classement final
| \| Classement général \| Classement général \| Classement général \| Classement général \| Classement général \| \| Coureur \| Coureur \| Pays \| Équipe \| Temps \| \| ------------------ \| ------------------------- \| ------------------ \| ---------------------- \| ------------------ \| \| 1re \| Chantal Blaak \| Pays-Bas \| Specialized-Lululemon \| 4 h 05 min 49 s \| \| 2e \| Lucy van der Haar \| Royaume-Uni \| Giant-Shimano \| + 8 s \| \| 3e \| Lizzie Armitstead \| Royaume-Uni \| Boels Dolmans \| + 8 s \| \| 4e \| Barbara Guarischi \| Italie \| Alé Cipollini \| + 8 s \| \| 5e \| Emma Johansson \| Suède \| Orica-AIS \| + 8 s \| \| 6e \| Amy Pieters \| Pays-Bas \| Giant-Shimano \| + 8 s \| \| 7e \| Trixi Worrack \| Allemagne \| Specialized-Lululemon \| + 8 s \| \| 8e \| Emilia Fahlin \| Suède \| Wiggle Honda \| + 8 s \| \| 9e \| Chloe Hosking \| Australie \| Hitec Products \| + 8 s \| \| 10e \| Maria Giulia Confalonieri \| Italie \| Estado de México-Faren \| + 8 s \| |                           |             |                        |                 |
| |                           |             |                        |                 |
| Source : Cycling Quotient |                           |             |                        |                 |
| Classement général |                           |             |                        |                 |
| Coureur | Coureur                   | Pays        | Équipe                 | Temps           |
| 1re | Chantal Blaak             | Pays-Bas    | Specialized-Lululemon  | 4 h 05 min 49 s |
| 2e | Lucy van der Haar         | Royaume-Uni | Giant-Shimano          | + 8 s           |
| 3e | Lizzie Armitstead         | Royaume-Uni | Boels Dolmans          | + 8 s           |
| 4e | Barbara Guarischi         | Italie      | Alé Cipollini          | + 8 s           |
| 5e | Emma Johansson            | Suède       | Orica-AIS              | + 8 s           |
| 6e | Amy Pieters               | Pays-Bas    | Giant-Shimano          | + 8 s           |
| 7e | Trixi Worrack             | Allemagne   | Specialized-Lululemon  | + 8 s           |
| 8e | Emilia Fahlin             | Suède       | Wiggle Honda           | + 8 s           |
| 9e | Chloe Hosking             | Australie   | Hitec Products         | + 8 s           |
| 10e | Maria Giulia Confalonieri | Italie      | Estado de México-Faren | + 8 s           |

### Points UCI
| Position           | 1er | 2e | 3e | 4e | 5e | 6e | 7e | 8e | 9e | 10e |
| Classement général | 40  | 30 | 16 | 12 | 10 | 8  | 6  | 3  | 2  | 1   |